# البنك السوداني الفرنسي
البنك السوداني الفرنسي من أفضل البنوك في السودان وتم تأسيسه في عام 1978م وفرعه الرئيسي في مدينة الخرطوم - شارع القصر ويبلغ عدد العاملين في البنك الفرسي 640 عامل. وفي السياق أعلن مدير عام البنك الفرنسي عن تصنيف البنك كأفضل بنك بولاية الجزيرة وكشف عن صياغة فروع البنك بدلاً عن التوسع والأنتشار، ثم قال رئيس هيئة الرقابة الشرعية مولانا الطيب الفكي موسى أن العقود والعمليات التي أبرمها البنك وتوزيع الأرباح وحسابات الزكاة متفقة مع أحكام الشريعة الإسلامية، وأكد المراجع الخارجي مبارك علي براهيم أنه ليس هنالك تحفظات في حسابات البنك.

## الفروع
للبنك السوداني الفرنسي عدة فروع:

### أولاً فروعه في ولاية الخرطوم
1.الفرع الرئيسي موقعه الخرطوم - شارع القصر.
2.فرع الخرطوم موقعه الخرطوم.
3.فرع قاردن سيتي موقعه الخرطوم - شارع المعرض.
4.فرع المعمورة موقعه الخرطوم.
5.فرع الجمهورية موقعه شارع الجمهورية.
6.فرع الخرطوم (2) موقعه شارع (47).
7.فرع السجانة موقعه شارع الحرية.
8.فرع السوق المحلي موقعه مجمع البنوك - شارع الصحافة زلط.
9.فرع الرياض  موقعه شارع المشتل - شرق رئاسة شركة الخطوط الجوية السودانية.
10.فرع الخرطوم بحري موقعه شارع إبراهيم نمر.
11.فرع أم درمان شارع الموردة.
12.فرع سوق ليبيا موقعه شارع أم بده الردمية.

### ثانياً فروعه في الولايات الأخرى
1- فرع بورسودان موقعه شارع البنك السودان.
2- فرع القضارف موقعه شارع الجامع الكبير.
3- فرع حلفا الجديدة موقعه جوار المحلية.
4- فرع ود مدني موقعه السوق - شارع الكاشف.
5- فرع المناقل- شارع السوق.
6- فرع الحصاحيصا موقعه شارع السوق.
7- فرع سنار موقعه شارع البنوك.
8- فرع ربك موقعه شارع الخمسين.
9- فرع الدمازين موقعه شارع مجمع المحاكم.
10- فرع الأبيض موقعه شارع النهود.
12- فرع نيالا موقعه شارع الجامع الكبير.
13- فرع عطبره موقعه نهر النيل.

### التواكيل ومكاتب الصرف
تواكيل ومكاتب صرف البنك السوداني الفرنسي:
توكيل سكر الجنيد موقعه مصنع سكر الجنيد، توكيل المنطقة الحرة موقعه بورتسودان - المنطقة الحرة.

### مواقع ماكينات الصرف الآلي
مواقع ماكينات الصرف الآلي للبنك السوداني الفرنسي:
1- الفرع الرئيسي - الخرطوم - شارع القصر.
2- الفرع الرئيسي - صالة الجمهور.
3- فرع الخرطوم (2) - شارع المفتى.
4- فرع الخرطوم - شارع البلدية.
5- فرع الجمهورية - تقاطع شارع القصر مع شارع الجمهورية.
6- فرع الخرطوم - أتحاد المصارف السوداني - شاع الجمهورية.
7- فرع الخرطوم - فندق هيلتون - شارع الجامعة.
8- فرع مبنى بنك السودان المركزي - فرع الخرطوم.
9- فرع العمارات شارع (1) - النادي الألماني.
10- فرع الرياض - شارع المشتل.
11- فرع شارع الصحافة زلط.
12- فرع السجانة - شارع الحرية.
13- فرع المنشية - شارع محمود شريف.
14- فرع الخرطوم - الميناء البري - السوق المحلي الخرطوم.
15- فرع أم درمان - شارع الموردة.
16- فرع الامتداد - مبنى دار العاملين بالمصارف.
17- فرع سوق ليبيا.
18- فرع أم درمان - الثورة - شارع الوادي.
19- فرع الخرطوم بحري - صالة الجمهورية.
20- فرع بحري - المنطقة الصناعية «مارومينا للأثاث».
21- فرع بحري - شارع الزعبم الأزهري«المستشفى الدولي».
22- فرع بحري - المنطقة الصناعية«مطاحن سيقا للغلال».
23- فرع بورتسودان.
24- فرع الأبيض.
25- فرع ود مدني.
26- فرع الأبيض - مبنى وزارة المالية والقوى العاملة
27- فرع ود مدني - شارع النيل - رئاسة الشرطة.
28- فرع القضارف.
29- فرع سنار.
30- فرع الحصاحيصا.
31- فرع المناقل.
32- فرع الدمازين.
33- فرع الرياض - 2.
34- فرع شركة السكر السودانية - شارع الجامعة.
35- فرع الهيئة القومية للمياه - شارع الجمهورية.
36- فرع الجهاز الإستثماري للضمان الاجتماعي.
37- فرع مستشفى الخرطوم - شارع الحوادث.
38- فرع النادي العائلي - الخرطوم 2.
39- فرع قاردن سيتي.
40- فرع مسجد شارع 41.
41- فرع مجمع الحماد الطبي - شارع عبيد ختم.
42- فرع المعمورة شارع بشير النفيدي.
43- فرع الكلاكلة القلعة - مسجد الركيني.
44- فرع لفة جوبا - الخرطوم.
45- فرع نيالا.
46- فرع ربك.
47- فرع عطبره.
48- فرع البجراوية - ولاية نهر النيل.
49- فرع السبلوقة - ولاية نهر النيل.
50- فرع الجنيد.
51- فرع حلفا الجديدة.
52- فرع عطبره - الميناء البري.